# Une colombe a déployé ses ailes et demande la paix
Une colombe a déployé ses ailes et demande la paix est un tableau de l'artiste ukrainienne Maria Primatchenko réalisé en 1982. Cette gouache caractéristique de l'art naïf de son auteur représente une colombe blanche rehaussée de motifs bleus sur un fond jaune à fleurs rouges : allégorie pacifiste, elle figure la colombe de la paix. Elle est amplement reproduite de par le monde dans les semaines qui suivent l'invasion de l'Ukraine par la Russie. Une partie de l'œuvre de Primatchenko est détruite lors du bombardement du musée historique et d'histoire locale d'Ivankiv le 27 février 2022.